# 5817 Robertfrazer
5817 Robertfrazer eller 1989 RZ är en asteroid i huvudbältet som upptäcktes 5 september 1989 av den amerikanske astronomen Eleanor F. Helin vid Palomar-observatoriet. Den är uppkallad efter Robert E. Frazer.
Asteroiden har en diameter på ungefär 6 kilometer.